# Hôtel Lagorrée
L’hôtel Lagorrée est un hôtel particulier, situé au no 34 rue Peyrolières, dans le centre historique de Toulouse. L'hôtel construit pour le capitoul Jean de Lagorrée a été profondément remanié, mais il présente encore un intéressant portail double de style Renaissance, dont la construction remonte à 1591 pour celui de gauche et 1610 pour celui de droite.

## Histoire
L'immeuble appartient en 1571 au marchand Gaspard Testeux. Il est alors plus vaste, puisqu'il ne forme qu'un seul et même ensemble avec le no 32. Il est acheté en 1591 par Jean de Lagorrée, capitoul en 1601-1602, qui le fait embellir par la construction du premier portail de style Renaissance. 
Vers 1610, l'hôtel est vendu à Simon de Labat, capitoul en 1611-1612. C'est lui qui fait ajouter le deuxième portail, dans le même goût que le premier. En 1622, l'hôtel passe à son fils Gaspard de Labat, puis en 1633 à son autre fils, Jean-Louis de Labat, avocat et capitoul en 1651-1652 et 1652-1653. En 1713, l'hôtel est coupé en deux, ce qui ne lui laisse dès lors qu'une étroite façade. En 1788, l'immeuble appartient encore à la famille de Labat, qui le vend, cette année-là, au potier d'étain François Raymond.

## Description

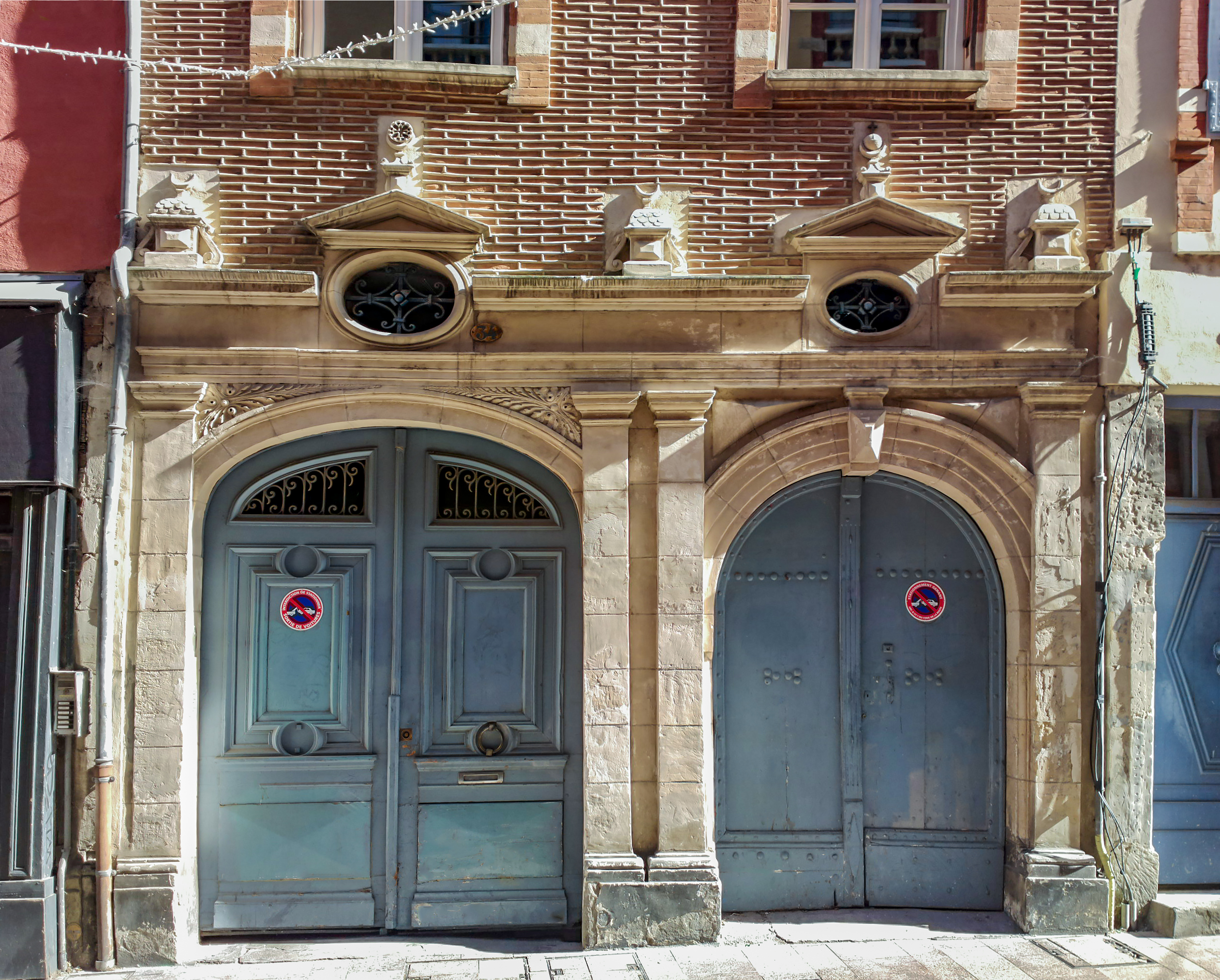
Partie basse de la façade

L'édifice est composé d'un bâtiment à plusieurs corps qui s'organisent autour d'une cour intérieure. Sur la rue, la façade s'élève sur deux étages carrés, mais l'hôtel ayant été démembré au XVIIIe siècle, elle reste relativement étroite et ne comporte que deux travées. 
Le rez-de-chaussée, en pierre, est percé par deux grandes portails semblables et apparemment jumeaux mais l'un fut construit après 1591 pour Jean de Lagorrée, tandis que l'autre semble avoir été élevé pour Simon de Labat vers 1610. Les portails sont encadrés par des pilastres de style dorique et surmontés d'un entablement. La travée de gauche présente un décor de feuillage, tandis que celle de droite est décorée de motifs de pointe de diamant. Chaque porte est surmontée d'un oculus couronné d'un fronton. Au-dessus de chaque fronton se trouve un amortissement : celui de gauche se termine par un croissant de lune supportant la croix du Languedoc, celui de droite par un croissant de lune supportant un globe crucifère. Le motif du croissant de lune est repris dans le couronnement des trois amortissements qui soulignent les séparations des deux travées. 
Les étages ont été modifiés au XIXe siècle et présentent un appareil de brique aux joints saillant. Les corps de bâtiments sur cour reprennent la même modénature que la façade sur rue. Les corps de bâtiments latéraux sont en pan de bois.